# Microdebilissa bicolor
Microdebilissa bicolor är en skalbaggsart som först beskrevs av J. Linsley Gressitt och Yves Rondon 1970.  Microdebilissa bicolor ingår i släktet Microdebilissa och familjen långhorningar.
Artens utbredningsområde är Laos. Inga underarter finns listade i Catalogue of Life.